# Chapelle Saint-Martin-du-Sonnailler d'Aurons
La chapelle Saint-Martin-du-Sonnailler est une chapelle romane située sur le territoire de la commune d'Aurons dans le département des Bouches-du-Rhône en région Provence-Alpes-Côte d'Azur.

## Localisation
La chapelle Saint-Martin-du-Sonnailler se dresse, comme la chapelle Saint-Georges d'Alleins et la chapelle Saint-Jean d'Alleins, sur le plateau du Sonnailler qui est une petite région naturelle longue d'environ 2,5 km située entre Vernègues, Aurons et Alleins et limitée au nord par la vallée de la Durance et à l'est par le ruisseau Vernègues.

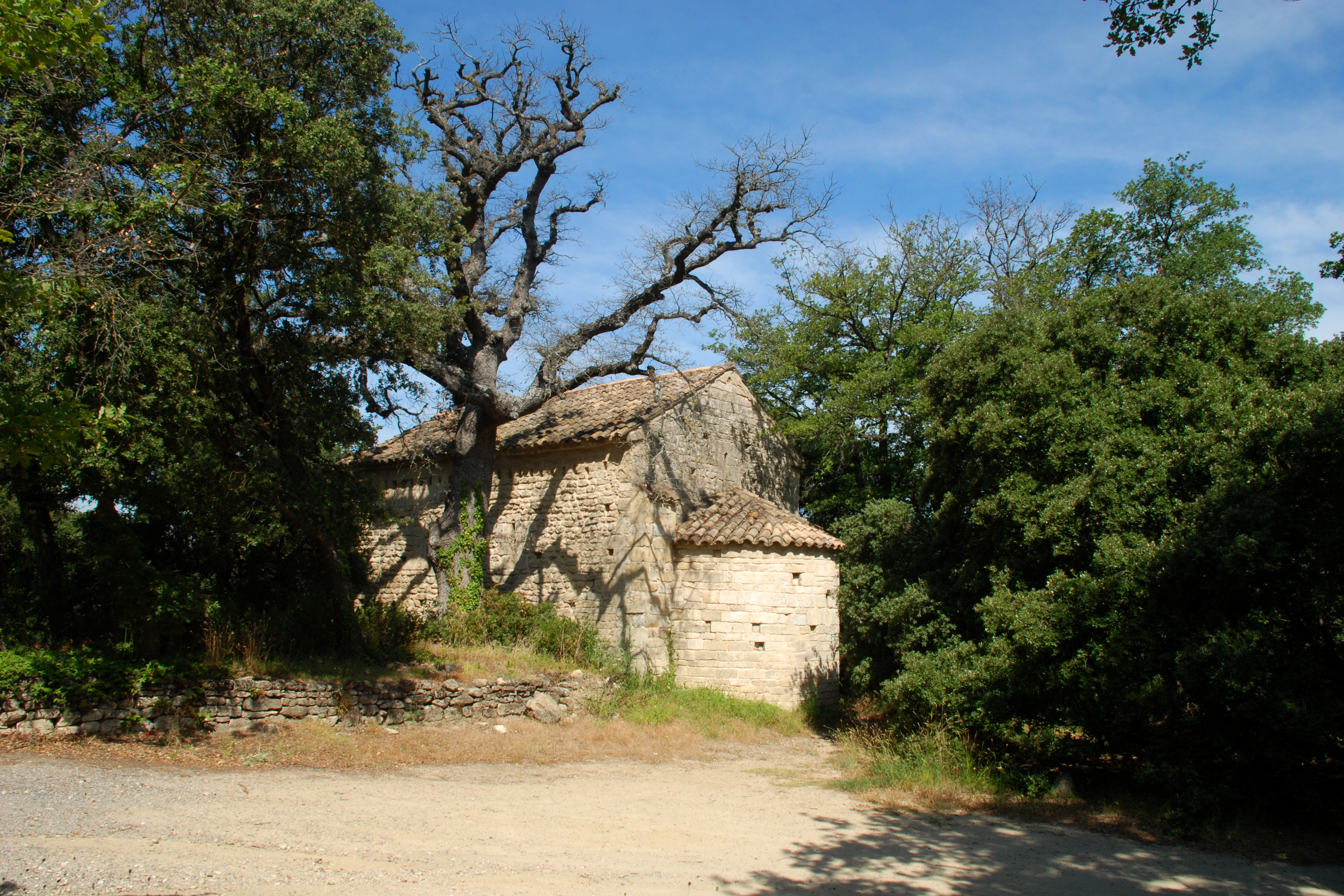
Vue générale de la chapelle et de son site boisé.

## Historique
La chapelle est citée en 1300; elle remplace peut-être un édifice plus ancien.
Elle a été édifiée, pour certains, au XIIe siècle et, pour d'autres, à la fin du XIIe siècle ou au début du XIIIe siècle.

## Architecture

### Le chevet
À l'est, l'église présente un chevet composé d'une abside semi-circulaire unique beaucoup plus basse que la nef. Cette abside, couverte de tuiles, est édifiée en pierre de taille disposée en appareil alterné (assises de pierres de taille minces et hautes, posées alternativement à plat et sur champ). Flanquée de contreforts en pierre de taille, elle est percée d'une fenêtre axiale à arc monolithe, alignée avec une fenêtre similaire percée dans le pignon oriental.

Le chevet
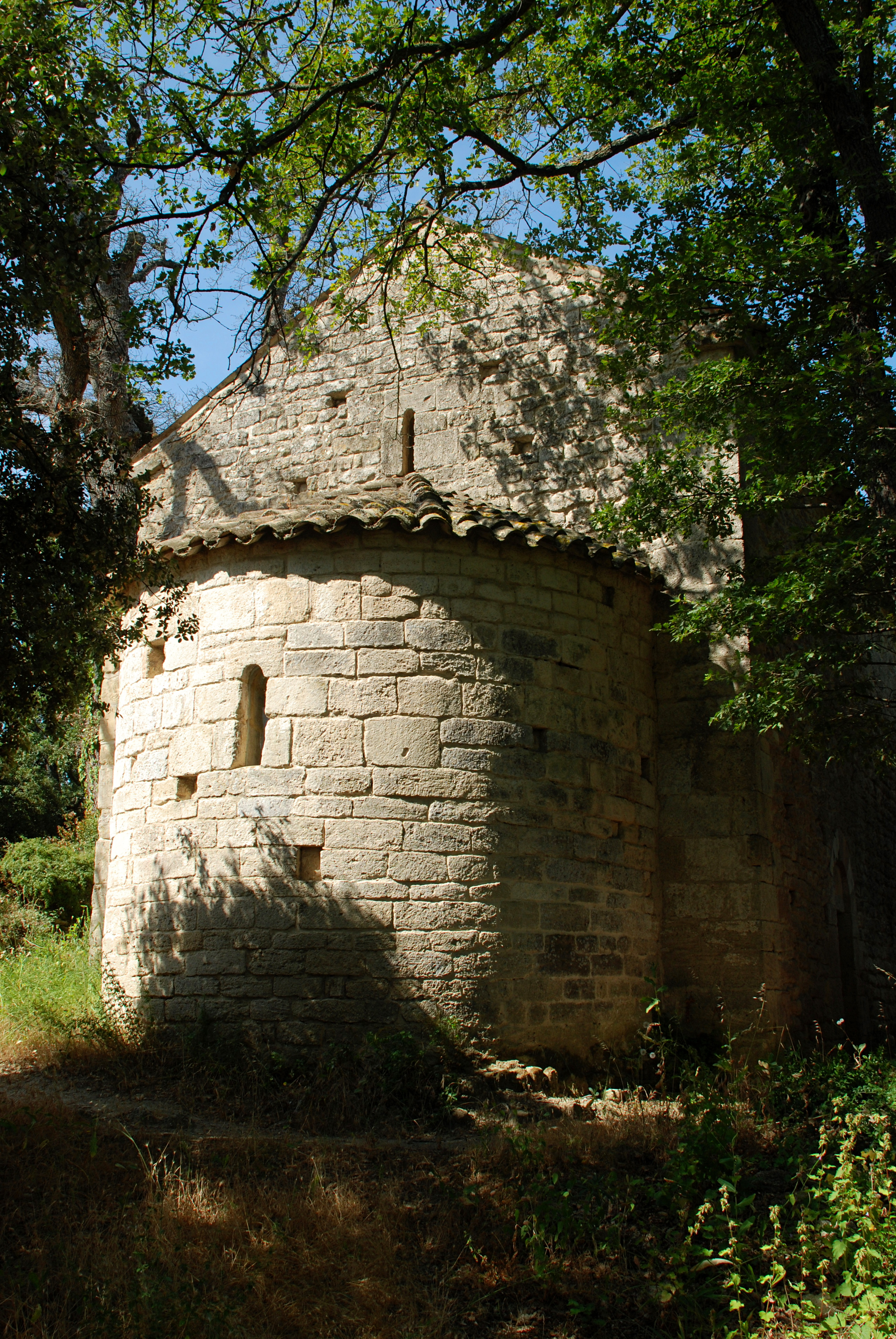
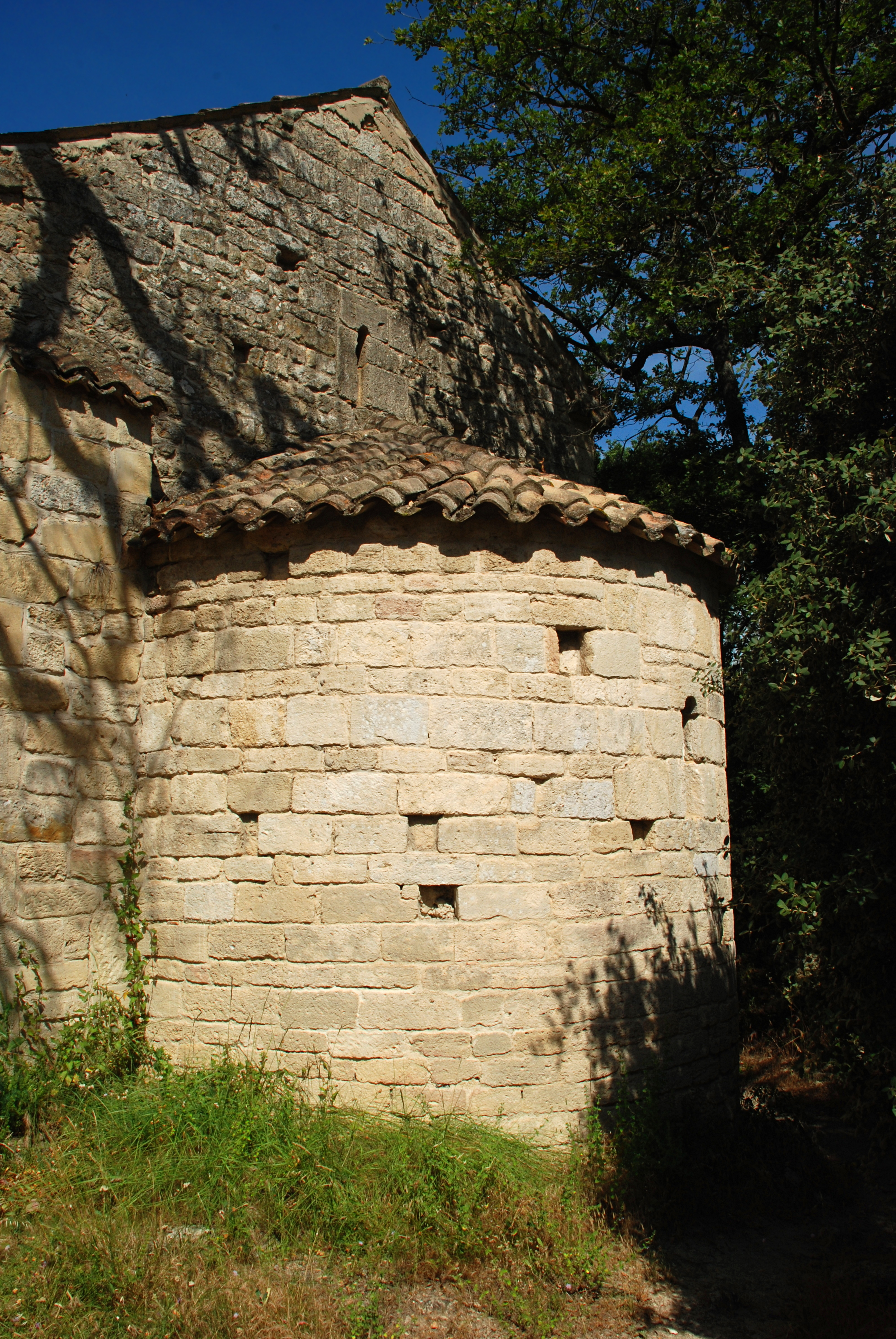
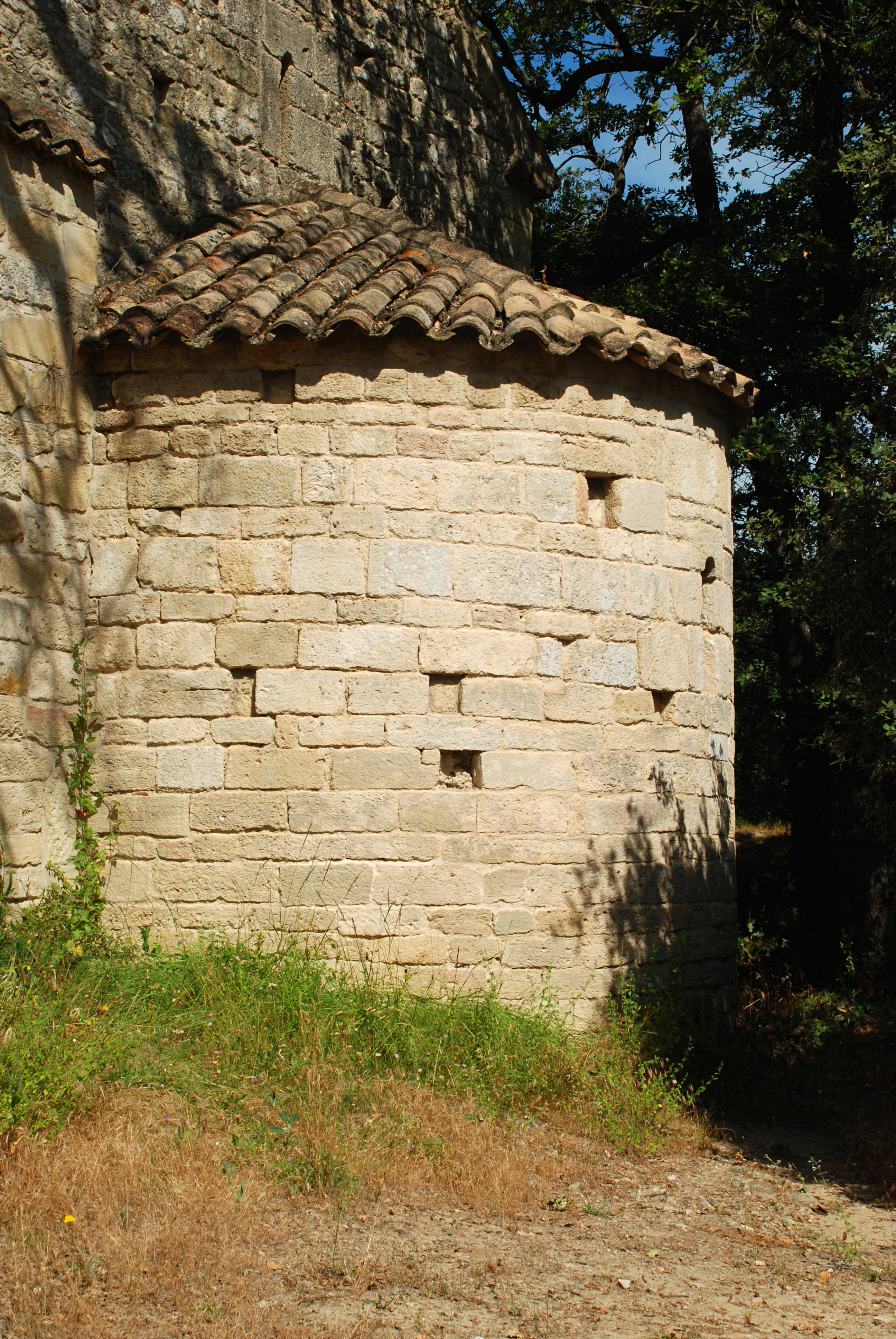

### La nef
La nef, également couverte de tuiles, est édifiée en moellons et est marquée aux quatre angles de chaînages d'angle en blocs de pierre de taille de belles dimensions. 
Sa façade  méridionale est percée de deux fenêtres à arc monolithe et de nombreux trous de boulin (trous destinés à ancrer les échafaudages).
À l'ouest, la façade principale est percée d'une porte de dimensions modestes dont les piédroits sont faits de blocs de pierre massifs et portent un arc légèrement brisé aux claveaux de pierre de taille soigneusement appareillés. Cette porte est surmontée d'une fine fenêtre en forme de meurtrière et d'un pignon en pierre de taille
La façade nord, enfin, est percée d'une petite porte encadrée de piédroits faits de blocs de taille très variable, dont certains énormes, et surmontée d'un tympan et d'un arc présentant une légère polychromie.

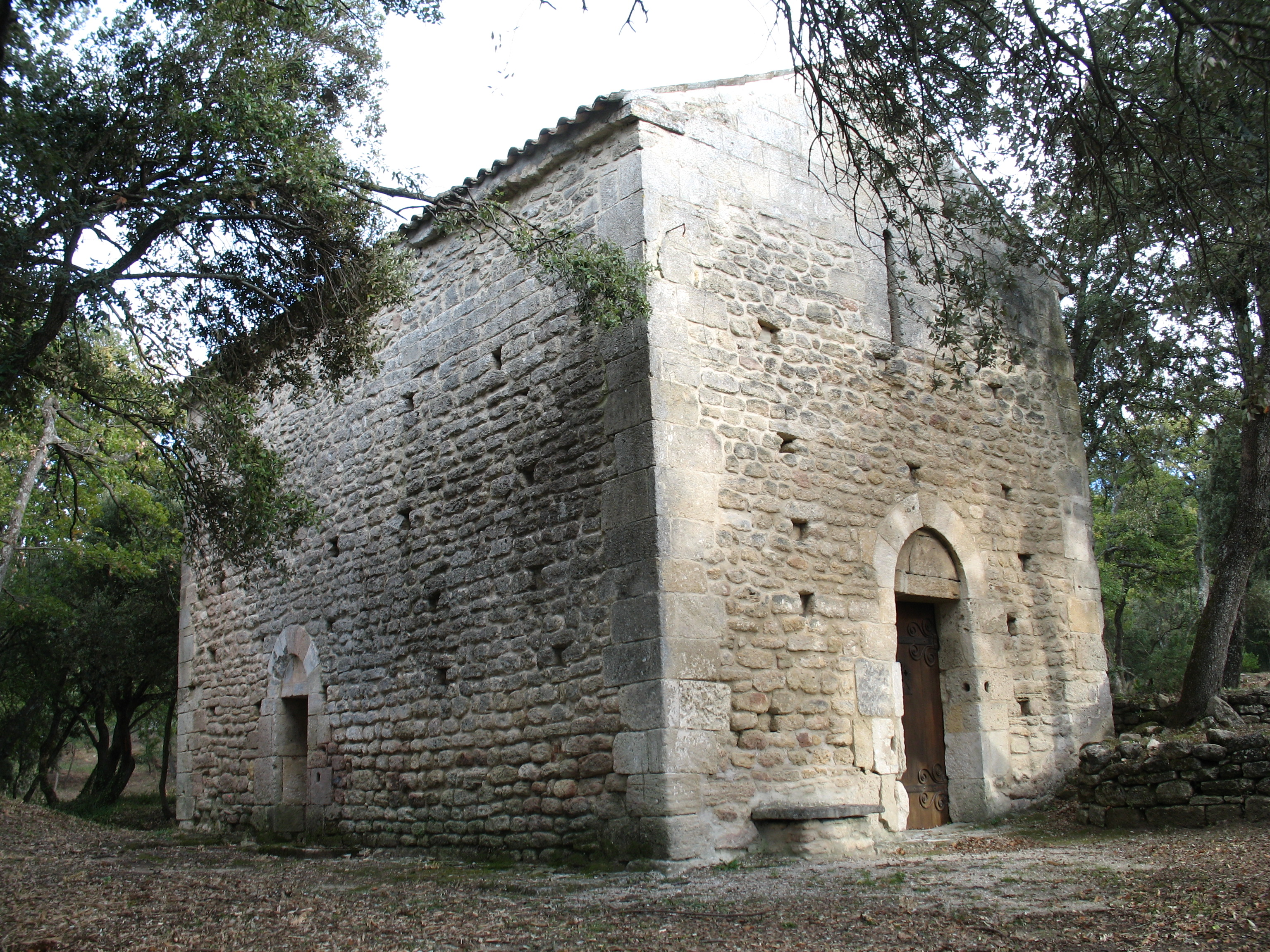
Les façades nord et ouest.
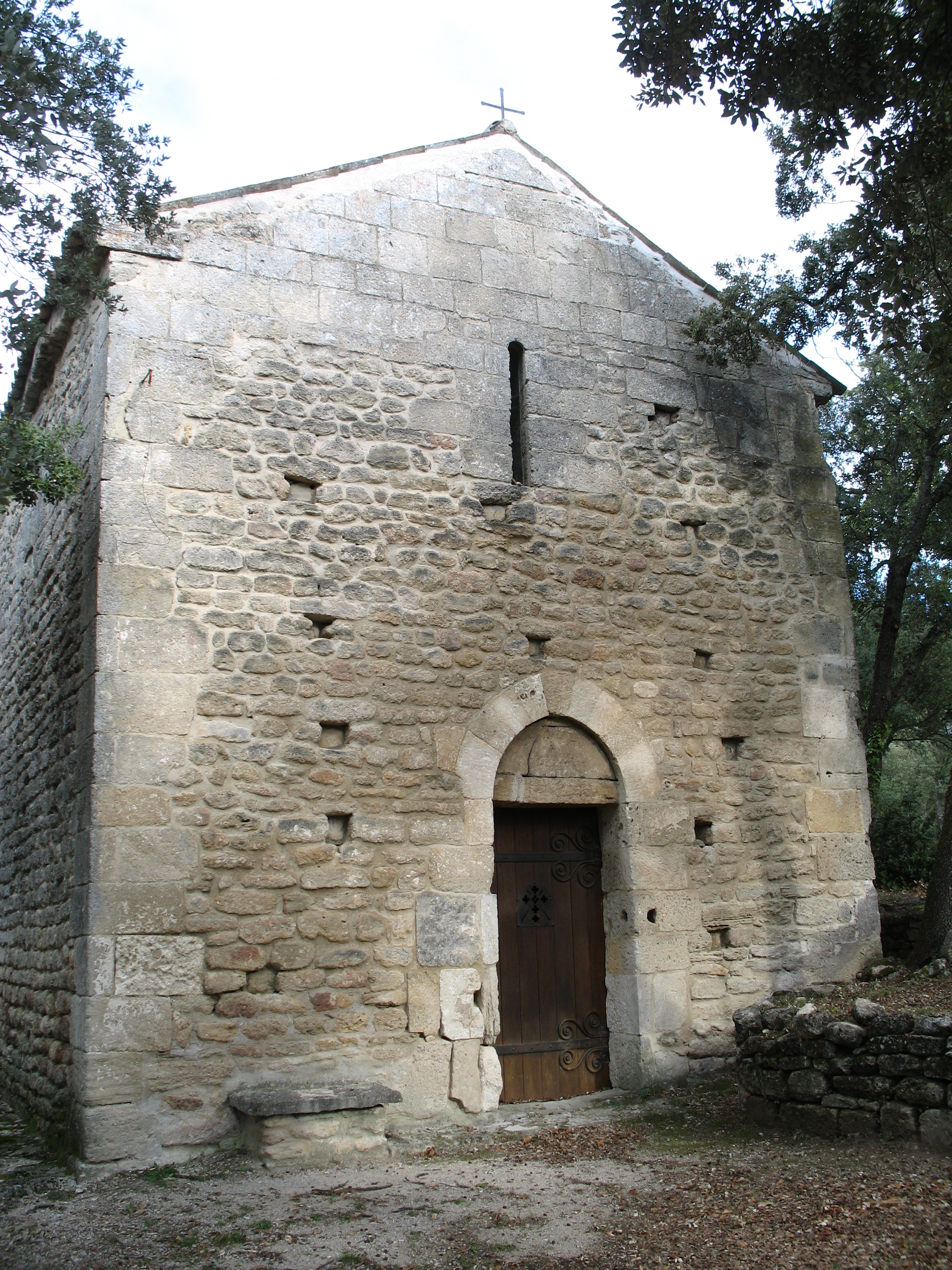
La façade principale.
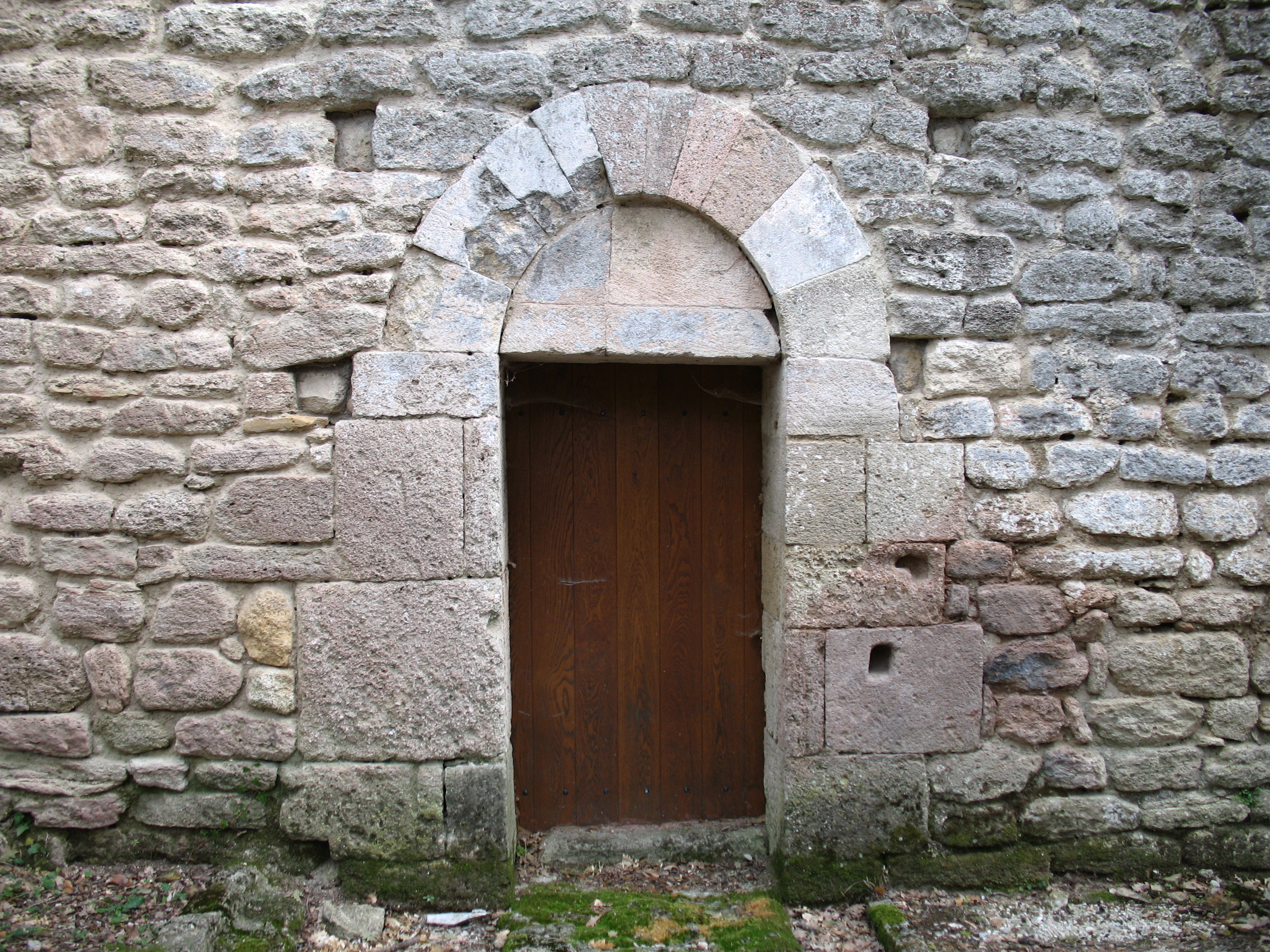
Porte septentrionale.
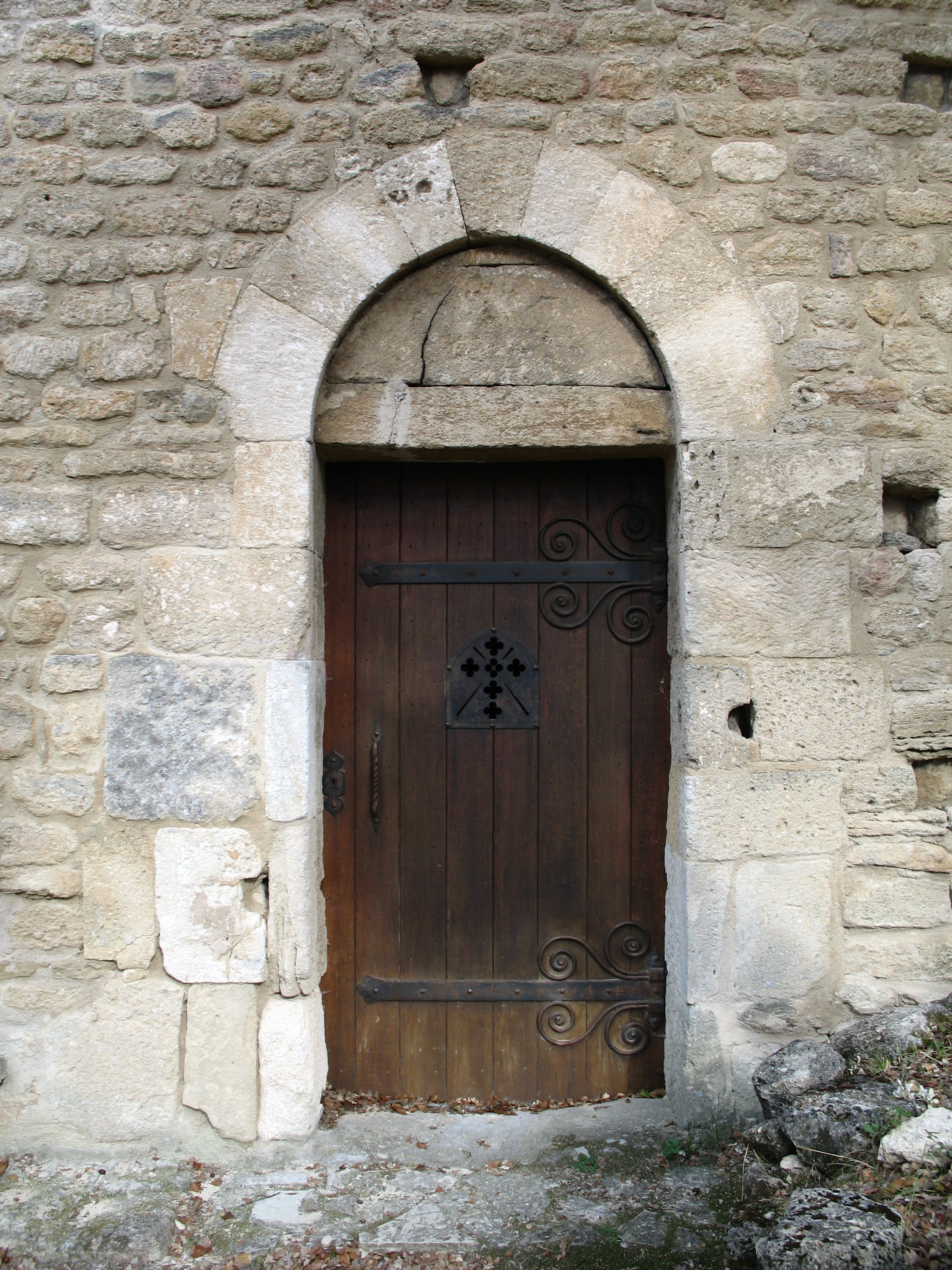
Porte occidentale.